# Altstadthotel Weisse Taube

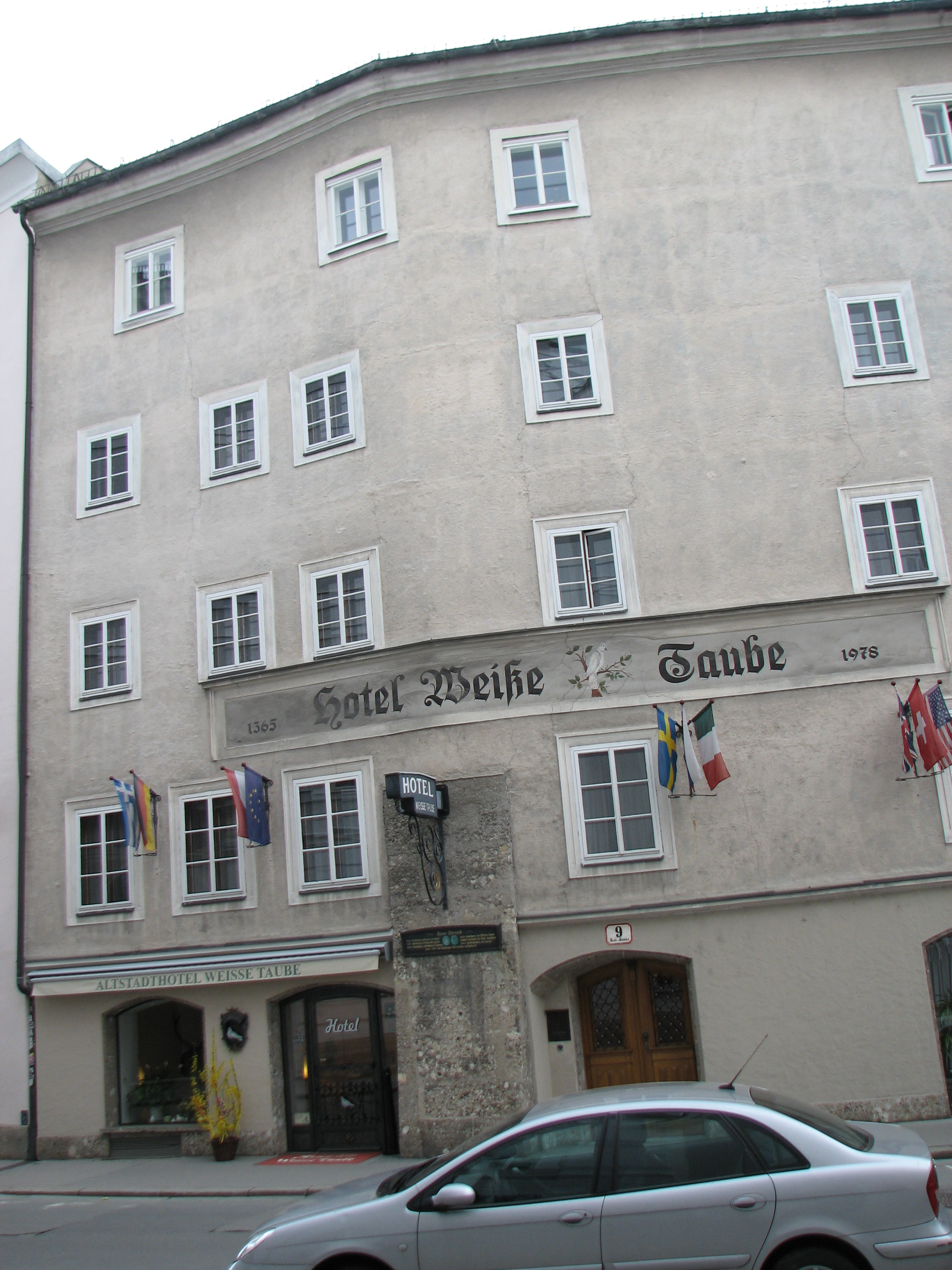
Hotel Weiße Taube, Kaigassen-Fassade, vor 2013

Das Altstadthotel Weisse Taube ist ein Hotel in der Salzburger Altstadt (Kaigasse 9). Bei dem Gebäude handelt es sich um ein denkmalgeschütztes Bürgerhaus des Mittelalters, auch als Schneiderherberg, aber auch als Armenhaus bekannt. In ihm kam Joseph Mohr zur Welt. Heute ist in ihm ein familiäres Kleinhotel eingerichtet.
Das Haus steht unter Denkmalschutz und gehört zum UNESCO-Welterbe Historisches Zentrum der Stadt Salzburg und zur Altstadtschutzzone.

## Geschichte
Schon 1365 ist das Haus gegen der Tumber Spital („gegenüber dem Domherrnspital“) erwähnt, es stand seinerzeit am Vorderen Kai – vom Spital St. Johann in Stubenberg (Kapitel- oder Erhard-Spital, Ecke Kaigasse/Chiemseegasse), Spital der Domherren zu Salzburg, bestehen noch die ehemalige Rote Bruderschaftskirche (Salvatorkirche) und ihr Mesnerhaus (Kaigasse 4 und 6), die die Südostecke der Neuen Residenz bilden (Rest um 1600 für den geplanten Erhard-Dom abgerissen).
Inhaber war der Salzburger Propst Peter von Dorenperch. Als weitere Bewohner sind eine Margaret Schauchsgauin (Mutter des Pfarrers Heinrichs zu Gastein) und ein Martin, erzbischöflicher Kuchlmeister und Pfarrer zu St. Ciriak bekannt.
1371 erwarb das Erzstift St. Peter das Haus, in Folge sind Ulrich der Zelber zu Kaprun (1393), Bartholomä der Tischler (1405), die Panderlerin (1434), ein Chunrat (1442), Alerius Goldschmied (1463), Martin und Elspet Pandler (1468), Lukas Zeyringer, Bürger zu Salzburg (1473) und ein Bürger Stempfer (1481) als ansässig überliefert.
1491 erwarb die Schneiderzeche, die Zunft der Salzburger Schneider, das Haus, und richtete ihr Zunfthaus mit Herberge für Wandergesellen ein, das über 400 Jahre bis 1809 Bestand hatte. Es war die einzige seiner Art in der Stadt, andere Zünfte hat keinen Ansitz.
1809, nach Ende des Fürsterzbistums und der Säkularisation, ersteigerte der Chirurg Josef Reisenberger das Haus. Er gab ihm, nach dem Schönbrunner Frieden, dem Namen Gasthaus zum golden Frieden. In Folge waren in häufigerem Wechsel Johann Trauner (1858), Johann Meindl (1874), Josef und Maria Elsenwenger (1879), Josef und Maria Pichler (1890), Johann und Maria Pahl (1894) und Josef und Anna Baumann (1903) Hoteliers.
1904 erwarb Gemeinderat Josef Haubner, Ehrenbürger der Stadt, das Haus, und nannte es Zur Weißen Taube. 1944 wurde ein Teil des Hauses durch eine Bombe beschädigt. 1965 wurde es innen komplett umgebaut. Heute wird das Haus als Altstadthotel Weiße Taube in der fünften Generation dieser Familie geführt. Es ist ein kleines 4-Sterne Hotel, das sich besonders durch die exzellente Lage auszeichnet.

## Baulichkeit
Das breite, fünfgeschoßige Haus mit Satteldach ist in die Kaigassenfassade eingebungen, und hat einen charakteristischen Knick, der dem Verlauf der Gasse, dem ehemaligen Salzachkai des Mittelalters, folgt. Zum Innenhof des Häuserblocks Kaigasse–Pfeiffergasse ist ein Neubau der 1060er angebunden. Die Kaigassenfassade stellt sich wuchtig mit unregelmäßig verteilten Strebenfenstern mit Faschen dar und ist heute schlicht barockisierend. Die Räumlichkeiten zeigen etwa im Stiegenhaus noch das Erscheinungsbild mittelalterlicher Architektur.